# Iwona Dittmann
Iwona Patrycja Dittmann – polska ekonomistka, dr hab. nauk społecznych, profesor uczelni Katedry Finansów Wydziału Ekonomii i Finansów Uniwersytetu Ekonomicznego we Wrocławiu.

## Życiorys
W 2003 ukończyła studia finansów i bankowości w Akademii Ekonomicznej im. Oskara Langego we Wrocławiu, 19 września 2007 obroniła pracę doktorską Ocena ryzyka inwestycyjnego na wschodzących rynkach nieruchomości, 15 października 2020 habilitowała się na podstawie pracy zatytułowanej Ocena odpowiedniości funduszy inwestycyjnych otwartych dla inwestora indywidualnego. Została zatrudniona na stanowisku adiunkta w Katedrze Finansów na Wydziale Nauk Ekonomicznych Uniwersytetu Ekonomicznego we Wrocławiu.
Jest profesorem uczelni w Katedrze Finansów na Wydziale Ekonomii i Finansów Uniwersytetu Ekonomicznego we Wrocławiu.